# 500 kilomètres d'Estoril FIA GT 2002
Navigation
Édition précédente Édition suivante
Les 500 kilomètres d'Estoril 2002 FIA GT, disputées le 20 octobre 2002 sur le circuit d'Estoril, sont la dixième et dernière manche du championnat FIA GT 2002.

## Course

### Classement de la course
Classement à l'issue de la course (vainqueurs de catégorie en gras), :
| Pos    | Classe | N° | Équipe                           | Pilotes                                          | Châssis                   | Pneus | Tours |
| Pos    | Classe | N° | Équipe                           | Pilotes                                          | Moteur                    | Pneus | Tours |
| ------ | ------ | -- | -------------------------------- | ------------------------------------------------ | ------------------------- | ----- | ----- |
| 1      | GT     | 23 | BMS Scuderia Italia              | Andrea Piccini Jean-Denis Delétraz               | Ferrari 550-GTS Maranello | M     | 100   |
| 1      | GT     | 23 | BMS Scuderia Italia              | Andrea Piccini Jean-Denis Delétraz               | Ferrari 5.9L V12          | M     | 100   |
| 2      | GT     | 3  | Team Carsport Holland Racing Box | Mike Hezemans Anthony Kumpen                     | Chrysler Viper GTS-R      | P     | 100   |
| 2      | GT     | 3  | Team Carsport Holland Racing Box | Mike Hezemans Anthony Kumpen                     | Chrysler 8.0L V10         | P     | 100   |
| 3      | GT     | 14 | Lister Storm Racing              | Jamie Campbell-Walter Nicolaus Springer          | Lister Storm              | D     | 100   |
| 3      | GT     | 14 | Lister Storm Racing              | Jamie Campbell-Walter Nicolaus Springer          | Jaguar 7.0L V12           | D     | 100   |
| 4      | GT     | 1  | Larbre Compétition Chéreau       | Christophe Bouchut Vincent Vosse                 | Chrysler Viper GTS-R      | M     | 100   |
| 4      | GT     | 1  | Larbre Compétition Chéreau       | Christophe Bouchut Vincent Vosse                 | Chrysler 8.0L V10         | M     | 100   |
| 5      | GT     | 22 | BMS Scuderia Italia              | Jean-Marc Gounon Enzo Calderari Lilian Bryner    | Ferrari 550-GTS Maranello | M     | 99    |
| 5      | GT     | 22 | BMS Scuderia Italia              | Jean-Marc Gounon Enzo Calderari Lilian Bryner    | Ferrari 5.9L V12          | M     | 99    |
| 6      | GT     | 12 | Paul Belmondo Racing             | Fabio Babini Ni Amorim                           | Chrysler Viper GTS-R      | P     | 99    |
| 6      | GT     | 12 | Paul Belmondo Racing             | Fabio Babini Ni Amorim                           | Chrysler 8.0L V10         | P     | 99    |
| 7      | N-GT   | 54 | Freisinger Motorsport            | Sascha Maassen Stéphane Ortelli                  | Porsche 911 GT3-RS        | D     | 98    |
| 7      | N-GT   | 54 | Freisinger Motorsport            | Sascha Maassen Stéphane Ortelli                  | Porsche 3.6L Flat-6       | D     | 98    |
| 8      | N-GT   | 62 | Cirtek Motorsport                | Romain Dumas Adam Jones                          | Porsche 911 GT3-RS        | D     | 98    |
| 8      | N-GT   | 62 | Cirtek Motorsport                | Romain Dumas Adam Jones                          | Porsche 3.6L Flat-6       | D     | 98    |
| 9      | GT     | 9  | Team A.R.T.                      | Jean-Pierre Jarier François Lafon                | Chrysler Viper GTS-R      | P     | 97    |
| 9      | GT     | 9  | Team A.R.T.                      | Jean-Pierre Jarier François Lafon                | Chrysler 8.0L V10         | P     | 97    |
| 10     | N-GT   | 83 | Team Veloqx                      | Andrew Kirkaldy Tim Sugden                       | Ferrari 360 Modena N-GT   | D     | 96    |
| 10     | N-GT   | 83 | Team Veloqx                      | Andrew Kirkaldy Tim Sugden                       | Ferrari 3.6L V8           | D     | 96    |
| 11     | N-GT   | 50 | JMB Racing                       | Christian Pescatori Andrea Bertolini             | Ferrari 360 Modena N-GT   | P     | 96    |
| 11     | N-GT   | 50 | JMB Racing                       | Christian Pescatori Andrea Bertolini             | Ferrari 3.6L V8           | P     | 96    |
| 12     | GT     | 34 | Zwaan's Racing                   | Arjan van der Zwaan Rob van der Zwaan            | Chrysler Viper GTS-R      | D     | 96    |
| 12     | GT     | 34 | Zwaan's Racing                   | Arjan van der Zwaan Rob van der Zwaan            | Chrysler 8.0L V10         | D     | 96    |
| 13     | N-GT   | 60 | JVG Racing                       | Ian Khan Johnny Mowlem                           | Porsche 911 GT3-RS        | P     | 96    |
| 13     | N-GT   | 60 | JVG Racing                       | Ian Khan Johnny Mowlem                           | Porsche 3.6L Flat-6       | P     | 96    |
| 14     | N-GT   | 55 | Freisinger Motorsport            | Stéphane Daoudi Bert Longin                      | Porsche 911 GT3-RS        | D     | 95    |
| 14     | N-GT   | 55 | Freisinger Motorsport            | Stéphane Daoudi Bert Longin                      | Porsche 3.6L Flat-6       | D     | 95    |
| 15     | N-GT   | 58 | Autorlando Sport                 | Philipp Peter Toto Wolff                         | Porsche 911 GT3-RS        | P     | 95    |
| 15     | N-GT   | 58 | Autorlando Sport                 | Philipp Peter Toto Wolff                         | Porsche 3.6L Flat-6       | P     | 95    |
| 16     | GT     | 31 | Reiter Engineering               | Emmanuel Clérico Lee Cunningham                  | Lamborghini Diablo GTR    | P     | 95    |
| 16     | GT     | 31 | Reiter Engineering               | Emmanuel Clérico Lee Cunningham                  | Lamborghini 6.0L V12      | P     | 95    |
| 17     | GT     | 5  | Force One Racing                 | David Hallyday Philippe Alliot                   | Chrysler Viper GTS-R      | M     | 95    |
| 17     | GT     | 5  | Force One Racing                 | David Hallyday Philippe Alliot                   | Chrysler 8.0L V10         | M     | 95    |
| 18     | N-GT   | 76 | RWS Motorsport                   | Norman Simon Paul Knapfield                      | Porsche 911 GT3-R         | P     | 94    |
| 18     | N-GT   | 76 | RWS Motorsport                   | Norman Simon Paul Knapfield                      | Porsche 3.6L Flat-6       | P     | 94    |
| 19     | N-GT   | 51 | JMB Racing                       | Andrea Montermini Andrea Garbagnati              | Ferrari 360 Modena N-GT   | P     | 93    |
| 19     | N-GT   | 51 | JMB Racing                       | Andrea Montermini Andrea Garbagnati              | Ferrari 3.6L V8           | P     | 93    |
| 20     | N-GT   | 64 | Cirtek Motorsport                | Pedro Névoa Roger Walters                        | Porsche 911 GT3-R         | D     | 91    |
| 20     | N-GT   | 64 | Cirtek Motorsport                | Pedro Névoa Roger Walters                        | Porsche 3.6L Flat-6       | D     | 91    |
| 21     | GT     | 15 | Lister Storm Racing              | Bobby Verdon-Roe (en) David Warnock Ian McKellar | Lister Storm              | D     | 84    |
| 21     | GT     | 15 | Lister Storm Racing              | Bobby Verdon-Roe (en) David Warnock Ian McKellar | Jaguar 7.0L V12           | D     | 84    |
| 22     | GT     | 16 | Proton Competition               | Gerold Ried Christian Ried Raffaele Sangiuolo    | Porsche 911 GT2           | Y     | 76    |
| 22     | GT     | 16 | Proton Competition               | Gerold Ried Christian Ried Raffaele Sangiuolo    | Porsche 3.8L Turbo Flat-6 | Y     | 76    |
| 23     | GT     | 4  | Team Carsport Holland Racing Box | Fabrizio Gollin Luca Cappellari                  | Chrysler Viper GTS-R      | P     | 71    |
| 23     | GT     | 4  | Team Carsport Holland Racing Box | Fabrizio Gollin Luca Cappellari                  | Chrysler 8.0L V10         | P     | 71    |
| 24 DNF | N-GT   | 52 | JMB Competition                  | Pietro Gianni Iradj Alexander                    | Ferrari 360 Modena N-GT   | P     | 59    |
| 24 DNF | N-GT   | 52 | JMB Competition                  | Pietro Gianni Iradj Alexander                    | Ferrari 3.6L V8           | P     | 59    |
| 25 DNF | N-GT   | 74 | Cirtek Motorsport                | Thomas Bleiner Jamie Wall                        | Porsche 911 GT3-RS        | D     | 57    |
| 25 DNF | N-GT   | 74 | Cirtek Motorsport                | Thomas Bleiner Jamie Wall                        | Porsche 3.6L Flat-6       | D     | 57    |
| 26 DNF | N-GT   | 77 | RWS Motorsport                   | Alexey Vasilyev Nikolai Fomenko                  | Porsche 911 GT3-R         | P     | 41    |
| 26 DNF | N-GT   | 77 | RWS Motorsport                   | Alexey Vasilyev Nikolai Fomenko                  | Porsche 3.6L Flat-6       | P     | 41    |
| 27 DNF | GT     | 32 | Dart Racing                      | Luca Riccitelli Dieter Quester                   | Ferrari 550 Maranello     | P     | 36    |
| 27 DNF | GT     | 32 | Dart Racing                      | Luca Riccitelli Dieter Quester                   | Ferrari 6.0L V12          | P     | 36    |
| 28 DNF | GT     | 11 | Paul Belmondo Racing             | Paul Belmondo Claude-Yves Gosselin               | Chrysler Viper GTS-R      | P     | 35    |
| 28 DNF | GT     | 11 | Paul Belmondo Racing             | Paul Belmondo Claude-Yves Gosselin               | Chrysler 8.0L V10         | P     | 35    |
| 29 DNF | N-GT   | 82 | Team Veloqx                      | Jamie Davies Ivan Capelli                        | Ferrari 360 Modena N-GT   | D     | 24    |
| 29 DNF | N-GT   | 82 | Team Veloqx                      | Jamie Davies Ivan Capelli                        | Ferrari 3.6L V8           | D     | 24    |
| 30 DNF | GT     | 17 | Proton Competition               | Horst Felbermayr, Sr. Horst Felbermayr, Jr.      | Porsche 911 GT2           | Y     | 16    |
| 30 DNF | GT     | 17 | Proton Competition               | Horst Felbermayr, Sr. Horst Felbermayr, Jr.      | Porsche 3.8L Turbo Flat-6 | Y     | 16    |
| 31 DNF | GT     | 2  | Larbre Compétition Chéreau       | David Terrien Sébastien Bourdais Carl Rosenblad  | Chrysler Viper GTS-R      | M     | 1     |
| 31 DNF | GT     | 2  | Larbre Compétition Chéreau       | David Terrien Sébastien Bourdais Carl Rosenblad  | Chrysler 8.0L V10         | M     | 1     |
| DNS    | N-GT   | 53 | JMB Competition                  | Jean-Pierre Malcher Batti Pregliasco             | Ferrari 360 Modena N-GT   | P     | –     |
| DNS    | N-GT   | 53 | JMB Competition                  | Jean-Pierre Malcher Batti Pregliasco             | Ferrari 3.6L V8           | P     | –     |